# Elis Wiklund
Elis Wiklund (né le 12 décembre 1909 et décédé le 15 mars 1982) est un ancien fondeur suédois.

## Jeux olympiques
- Jeux olympiques d'hiver de 1936 à Garmisch-Partenkirchen 
  -  Médaille d'or sur 50 km.

## Championnats du monde de ski nordique
- Championnats du monde de ski nordique 1934 à Solleftea 
  -  Médaille de or sur 50 km.